# Torres de Treviso

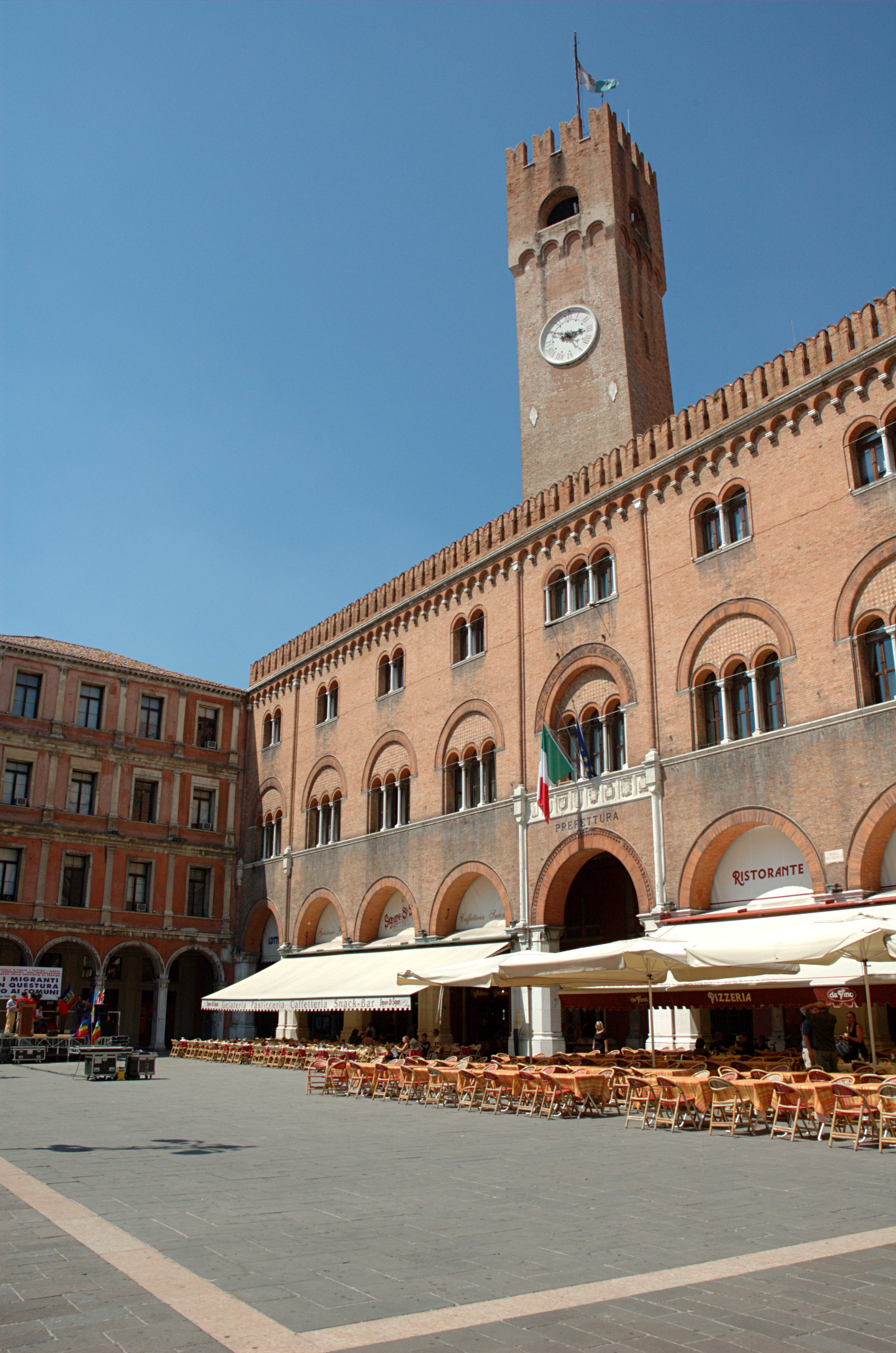
Torre cívica

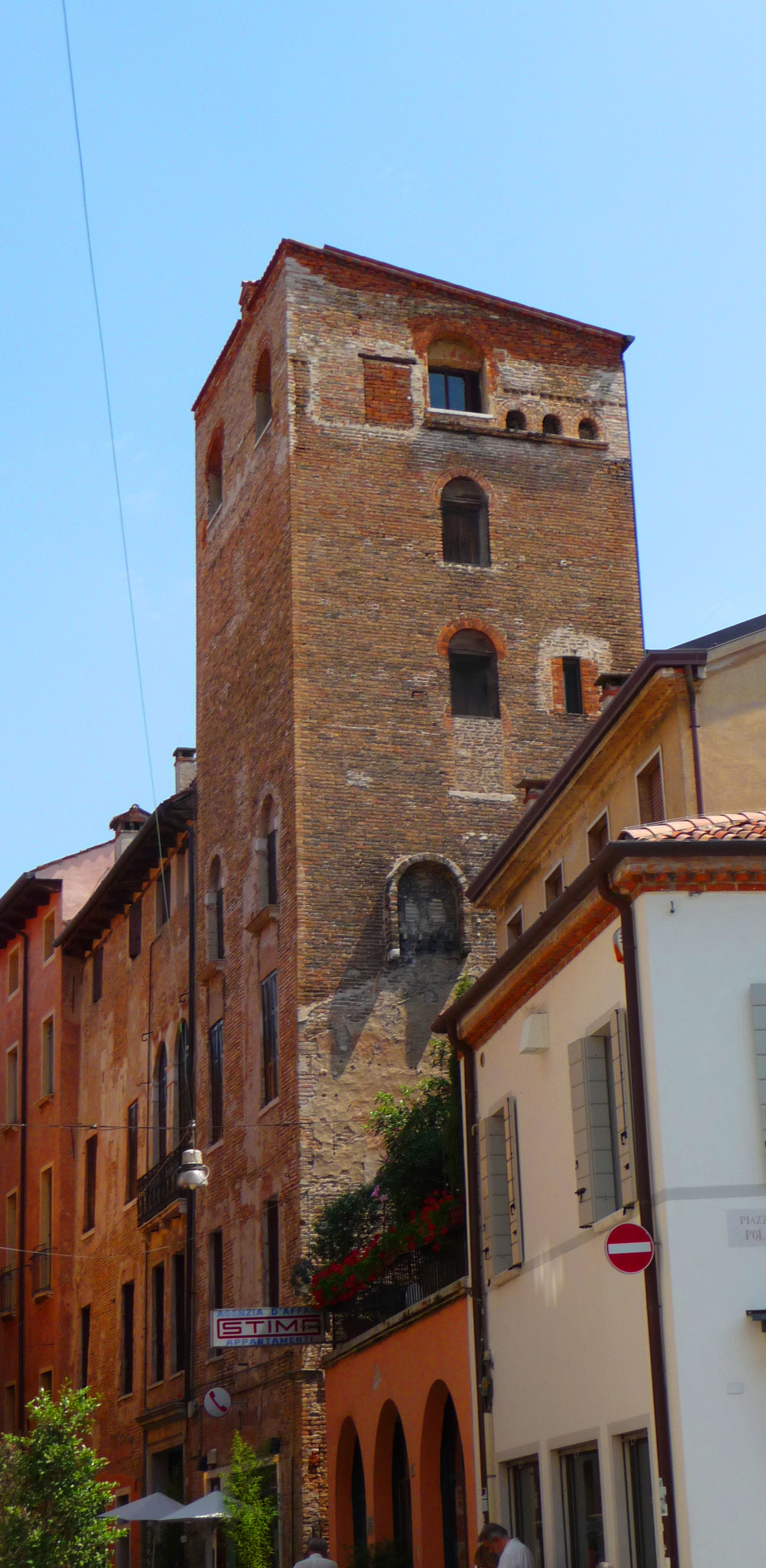
Torre de Oliva

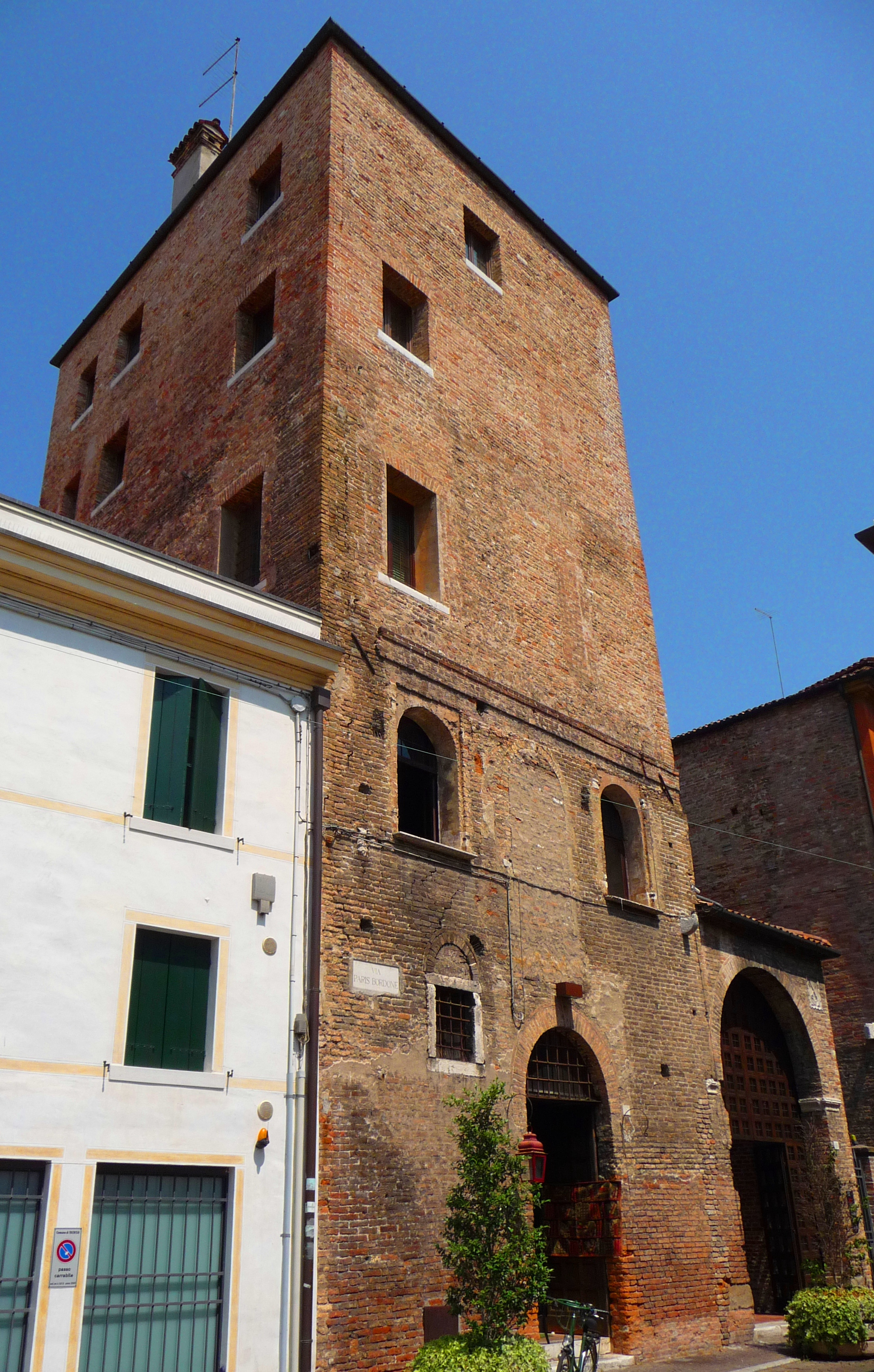
Torre de los Canonici

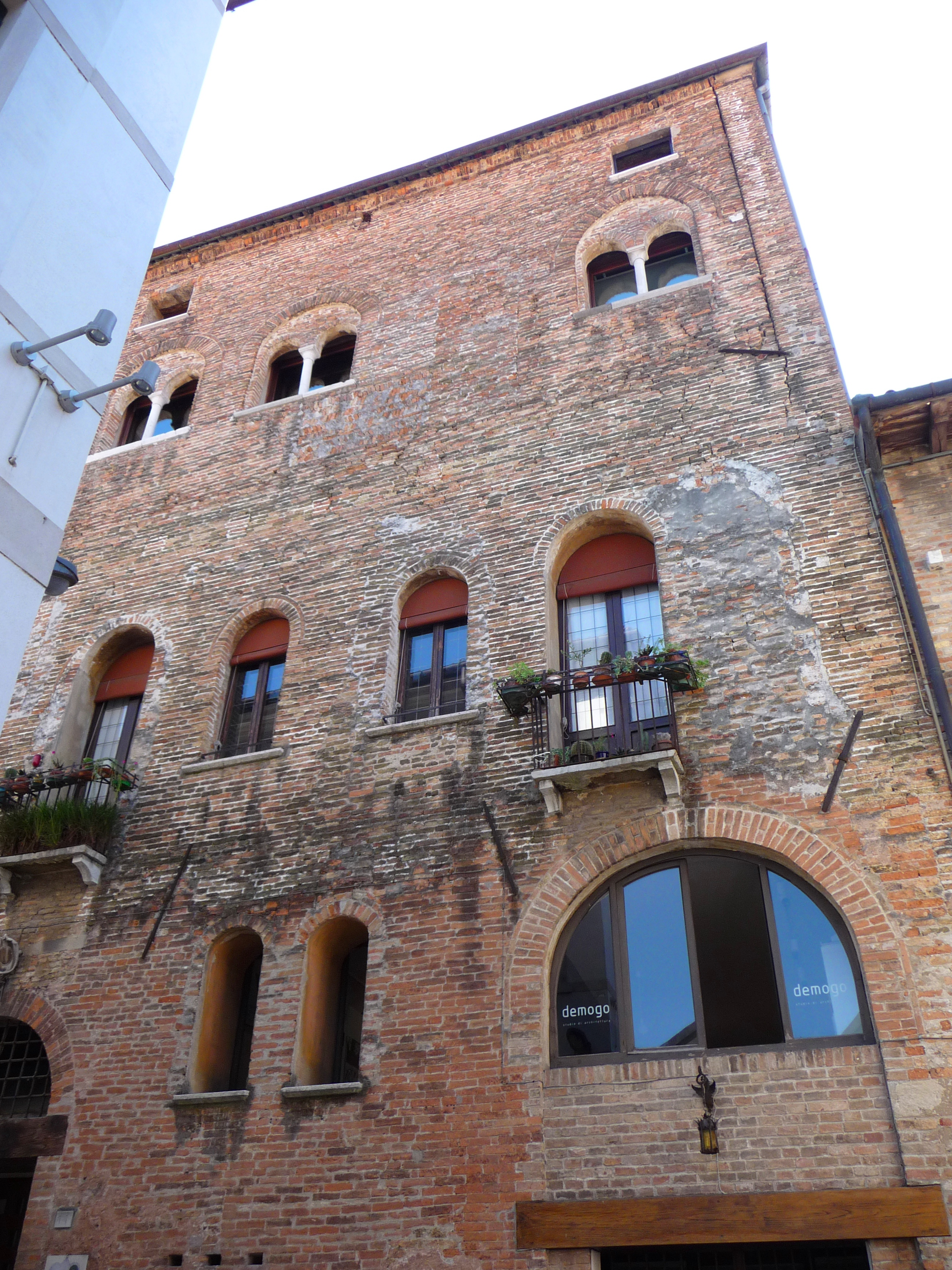
Torre del visidominio

Las torres de Treviso son una serie de torres en la ciudad italiana de Treviso, cuya construcción se remonta al Medioevo.

## Antecedentes históricos y descripción
Al final del siglo XII la ciudad de Treviso podía jactarse de tener diversas torres, utilizadas como habitaciones, como cárceles (en particular la de los de Romano), pero la mayor parte habían sido erectas por motivos estratégicos. Con el pasar de los siglos su número se redujo: en parte estuvieron abatidas porque al afirmarse del poder de la República de Venecia la lucha entre las familias nombres de los pueblos tuvieron su efecto y en parte colapsaron a causa de los terremotos (se pueden citar aquellos del 1117, 1222 y 1551).

## Torres en pie
Las torres que se conservan actualmente son:
- la Torre Civica, con 48 metros de altura es la más alta, no resulta orientada como la fachada del antiguo Palacio de la Prefectura: en verdad es este último a no ser orientado según la instalación de la torre, es la más antigua aunque más veces remodelada en la segunda mitad del siglo XIX y al inicio del siglo sucesivo.[1][2][3] La Torre Cívica, junto al Palacio de la Prefectura y al Palacio de los Trescientos, es considerada el símbolo de Treviso;

- la Torre de los Canonici, o del "conde Giovanni" (tal vez de Collalto), benefactor cuya identidad queda envuelta en la leyenda, que donó el área del antiguo teatro romano en la que surgieron las Canoniche Nuove de las cuales la torre está incluida. La estructura en ladrillo se remonta al siglo XIII pero sufrió numerosas remodelaciones: en particular aquellos en el 1505 por voluntad del canónico Pietro Loredan y del bibliotecario de la Capitular, Rambaldo de los Azzoni Avogadro, en el 1791. Gravemente dañada durante el bombardamento anglo-americano fue reconstruida en la posguerra, sobre proyecto de Mario Botter,[4] que buscó de mostrar el aspecto románico original del edificio;[5][6]

- la Torre de Oliva, en Paris Bordone; la parte inferior ha sido completamente reconstruida, mientras la superior, aunque habiendo sufrido modificaciones, deja a la vista todavía la estructura originarl del siglo XIII; y

- la Torre del Visdomino o "Torre Cornarotta" porquéera de propiedad de la familia Cornarotta, fue adquirida en el siglo XVI de los Burchiellati (aquí residió también Bartolomeo Burchiellati). El escultor Arturo Martini tuvo aquí su propio estudio entre el 1909 y el 1915.

### Torres desaparecidas
Entre las muchas torres que ya no existen se puede mencionar la torre "Rossignona", ubicada en la actual Plaza de la Torre, a alrededor 80 metros a norte oeste frente a la torre cívica, abatida durante la dominación napoleónica después de octubre de 1796.